# AdBlock
AdBlock是一款内容过滤和广告拦截擴充功能，適用于Google Chrome、Apple Safari、Microsoft Edge、Mozilla Firefox和Opera浏览器。AdBlock允许用户阻止广告和页面元素。此擴充功能雖然免费，但用户可以選擇向开发者捐助任意数额。
AdBlock與Adblock Plus不同。AdBlock的開發者Michael Gundlach聲稱AdBlock只是受到Firefox的Adblock Plus擴充功能的啟發。然而，到了2016年AdBlock改為使用Adblock Plus的原始碼作為基礎。
2021年，AdBlock与AdBlock Plus合作，但两个扩展团队仍独立开发各自的扩展。